# Frachat Glacier
Frachat Glacier är en glaciär i Antarktis. Den ligger i Västantarktis. Argentina, Chile och Storbritannien gör anspråk på området. Frachat Glacier ligger 1 328 meter över havet.
Terrängen runt Frachat Glacier är varierad. Trakten är obefolkad. Det finns inga samhällen i närheten.